# Mimoza Ahmeti
Mimoza Ahmeti (* 1963 in Kruja, Albanien) ist eine albanische Dichterin.

## Leben
Ahmeti studierte albanische Sprache und albanische Literatur, später szenisches Schreiben an der Akademie der Künste in Tirana. Sie machte einen Abschluss in "Information Systems" am Institut Universitaire Kurt Bösch, Schweiz. Sie trat im Jahr 1990 dem albanischen Schriftstellerverband bei.
1993 veröffentlichte sie den Roman Arkitrau. Mit der Sammlung von 53 Gedichten Delirium erlangte sie 1994 Bekanntheit und erhielt zahlreiche positive Kritiken. Seit dieser Zeit ist sie selbstständige Autorin und verfasste auch Kurzgeschichten und Artikel. Ahmeti wirkte bei einigen albanischen Musik-Festivals mit und brachte eine Serie von Aktgemälden heraus. Sie leitet den Verlag Marin Barleti.
Ahmeti lebt mit ihrer Familie in Tirana. Ihre Bücher wurden ins Italienische, Französische, Englische und Deutsche übersetzt. 2001 war sie Kandidatin für die Demokratische Partei bei der Kommunalwahl in Tirana.

## Veröffentlichungen (Auswahl)
- Arkitrau, Tirana, 1993
- Delirium, Tirana, 1994
- Pjalmimi i luleve, Tirana, 2002
- Milchkuss, Salzburg, 2009, Übersetzung: Andrea Grill[2]